# Петропавловская апшеронская церковь
Петропавловская апшеронская церковь — утраченный православный храм во Владикавказе, Северная Осетия. Находился на месте современного Осетинского театра, расположенного на улице Карла Маркса, д. № 77.

## История
В середине XIX века военнослужащие Тенгинского пехотного полка, казармы которых располагались на Тенгинской улице, построили на Михайловской улице (современная улица Карла Маркса) небольшой деревянный храм во имя святых апостолов Петра и Павла. В 1879 года на месте этого храма была возведена одноимённая каменная пятиглавая церковь, которая среди горожан стала называться как «Тенгинская церковь». Эта церковь принадлежала воинской части, имел статус воинского храма и не входил в состав местной Владикавказской епархии.
С 1894 года в казармах стал квартироваться Апшеронский полк. По наименованию этого полка стала называться площадь, на которой располагалась воинская Петропавловская церковь. От наименования этой площади в последующем храм стал называться как «Апшеронская церковь».
В последующем около храма сформировалось кладбище, на котором были погребены сотни воинов, участники войн с Османской империей, Кавказской и Первой мировой войн. В 1906 году здесь был похоронен отставной полковник Парфентий Кулебякин, бывший командир лейб-гвардии Терского казачьего эскадрона собственного Его Величества конвоя ротмистр, который сопровождал императора Александра II 1 марта 1881 года в день его убийства.
В начале 1930-х годов храм был закрыт, затем был разобран на кирпичи для жилых домов. В 1960-х годах было разрушено кладбище и на его месте в 1968 году был построен современный Северо-Осетинский академический театр.